# Loxioda hampsoni
Loxioda hampsoni là một loài bướm đêm trong họ Noctuidae.